# There's Something About a Soldier
There's Something About a Soldier (br: Não Posso Querer-te) é um filme de drama estadunidense de 1943 dirigido por Alfred E. Green e estrelado por Tom Neal, Evelyn Keyes e Bruce Bennett.

## Elenco
- Tom Neal ...Wally Williams
- Evelyn Keyes ...Carol Harkness
- Bruce Bennett ...Frank Molloy
- John Hubbard ...Michael Crocker
- Jeff Donnell ...Jean Burton
- Frank Sully ...Alex Grybinski
- Lewis Wilson ...Thomas Bolivar Jefferson
- Robert Stanford ...George Edwards
- Jonathan Hale ...General Sommerton
- Hugh Beaumont ...Tenente Martin
- Shelley Winters ...Norma
- Louise Beavers ...Birdie
- Jeanne Bates ...Phyllis